# 王力语言学奖
北京大学王力语言学奖金，通称王力语言学奖，由北京大学教授、著名语言学家王力生前捐款设立。
王力语言学奖与中国社会科学院吕叔湘语言学奖（原青年语言学家奖）齐名，是中国大陆语言学界影响力最大的语言学专项奖。

## 规定
王力语言学奖的评奖规定如下：
- 授奖对象为“对汉语或中国境内其它语言的现状或历史的研究有贡献的中国学者”。
- 被推荐作品须为评选日期前五年之内公开发表过的。
- 被推荐人无年龄要求。已获奖人可以继续参评。

前七届有年龄要求，发表作品时不超过六十岁。
- 每两年评选一次。

最初为每年评选一次，第二届后改为隔年。
- 每次获奖名额不超过五人（集体著作按一人计）。

前七届获奖名额规定不超过六人。第十五届因为水平较高特增二等奖一名。
- 设置特等奖、一等奖、二等奖。

前七届设置一等奖、二等奖、三等奖。
- 不接受本人自荐参评，只接受教授、研究员、编审等专家（即高校教师、研究专业、出版专业中具备正高级职称者）推荐。

## 历年得主
| 届别             | 奖项   | 获奖者                       | 获奖著作/论文                                                   | 出版/发表信息                            |
| ---------------- | ------ | ---------------------------- | --------------------------------------------------------------- | ---------------------------------------- |
| 第一届（1986）   | 一等奖 | -                            | -                                                               | -                                        |
| 第一届（1986）   | 二等奖 | -                            | -                                                               | -                                        |
| 第一届（1986）   | 三等奖 | 杨耐思                       | 《中原音韵音系》                                                | 中国社会科学出版社，1981                 |
| 第一届（1986）   | 三等奖 | 宁继福                       | 《中原音韵表稿》                                                | 吉林文史出版社，1985                     |
| 第一届（1986）   | 三等奖 | 鲁国尧                       | 《宋代苏轼等四川词人用韵考》                                    | 《语言学论丛》第八辑，1981               |
| 第一届（1986）   | 三等奖 | 鲁国尧                       | 《元遗山诗词用韵考》                                            | 《南京大学学报》，1986年第一期           |
| 第一届（1986）   | 三等奖 | 施向东                       | 《玄奘译著中的梵汉对音和唐初中原方音》                          | 《语言研究》，1983年第一期               |
| 第二届（1987）   | 一等奖 | -                            | -                                                               | -                                        |
| 第二届（1987）   | 二等奖 | -                            | -                                                               | -                                        |
| 第二届（1987）   | 三等奖 | 向熹                         | 《诗经词典》                                                    | 四川人民出版社，1986                     |
| 第三届（1989）   | 一等奖 | -                            | -                                                               | -                                        |
| 第三届（1989）   | 二等奖 | -                            | -                                                               | -                                        |
| 第三届（1989）   | 三等奖 | 李思敬                       | 《汉语“儿”[ɚ]音史研究》                                         | 商务印书馆，1986                         |
| 第三届（1989）   | 三等奖 | 鲁国尧                       | 《泰州方音史与通泰方言史研究》                                  | 《亚非语言计算分析研究》第30号           |
| 第三届（1989）   | 三等奖 | 黄雪贞                       | 《客家话的分布与内部异同》                                      | 《方言》，1987年第二期                   |
| 第三届（1989）   | 三等奖 | 黄雪贞                       | 《客家方言声调的特点》                                          | 《方言》，1988年第四期                   |
| 第三届（1989）   | 三等奖 | 黄雪贞                       | 《客家方言声调的特点续论》                                      | 《方言》，1989年第二期                   |
| 第四届（1991）   | 一等奖 | -                            | -                                                               | -                                        |
| 第四届（1991）   | 二等奖 | -                            | -                                                               | -                                        |
| 第四届（1991）   | 三等奖 | 曹广顺                       | 《〈祖堂集〉中的“底（地）”“却（了）”“着”》                      | 《中国语文》，1986年第三期               |
| 第四届（1991）   | 三等奖 | 曹广顺                       | 《〈祖堂集〉中与语气助词“呢”有关的几个助词》                    | 《语言研究》，1986年第二期               |
| 第四届（1991）   | 三等奖 | 曹广顺                       | 《语气词“了”源流浅说》                                          | 《语文研究》，1987年第二期               |
| 第四届（1991）   | 三等奖 | 曹广顺                       | 《魏晋南北朝到宋代的“动+将”结构》                               | 《中国语文》，1990年第二期               |
| 第四届（1991）   | 三等奖 | 崔荣昌                       | 《四川境内的“老湖广话”》                                        | 《方言》，1986年第三期                   |
| 第四届（1991）   | 三等奖 | 崔荣昌                       | 《四川乐志县“靖州腔”音系》                                      | 《方言》，1988年第一期                   |
| 第四届（1991）   | 三等奖 | 崔荣昌                       | 《四川达县“长沙话”记略》                                        | 《方言》，1989年第一期                   |
| 第四届（1991）   | 三等奖 | 郭在贻、张涌泉、黄征         | 《敦煌变文集校议》                                              | 岳麓书社，1990                           |
| 第四届（1991）   | 三等奖 | 陆锡兴                       | 《汉代简牍草字编》                                              | 上海书画出版社，1989                     |
| 第四届（1991）   | 三等奖 | 陆锡兴                       | 《释“卩”》                                                      | 《考古》，1989年十二期                   |
| 第四届（1991）   | 三等奖 | 马庆株                       | 《自主动词和非自主动词》                                        | 《中国语言学报》第三期，1988             |
| 第五届（1993）   | 一等奖 | -                            | -                                                               | -                                        |
| 第五届（1993）   | 二等奖 | -                            | -                                                               | -                                        |
| 第五届（1993）   | 三等奖 | 方一新、王云路               | 《中古汉语语词例释》                                            | 吉林教育出版社，1992                     |
| 第五届（1993）   | 三等奖 | 冯春田                       | 《近代汉语语法问题研究》                                        | 山东教育出版社，1991                     |
| 第五届（1993）   | 三等奖 | 耿振生                       | 《明清等韵学通论》                                              | 语文出版社，1992                         |
| 第五届（1993）   | 三等奖 | 唐钰明                       | 《甲骨文“唯宾动”式及其蜕变》                                    | 《中山大学学报（哲社版）》，1990年第三期 |
| 第五届（1993）   | 三等奖 | 唐钰明                       | 《“其厥”考辨》                                                  | 《中国语文》，1990年第四期               |
| 第五届（1993）   | 三等奖 | 唐钰明                       | 《中古“是”字判断句述要》                                        | 《中国语文》，1992年第五期               |
| 第六届（1995）   | 一等奖 | -                            | -                                                               | -                                        |
| 第六届（1995）   | 二等奖 | 宁忌浮                       | 《校订五音集韵》                                                | 中华书局，1992                           |
| 第六届（1995）   | 三等奖 | 张涌泉                       | 《汉语俗字研究》                                                | 岳麓书社，1995                           |
| 第六届（1995）   | 三等奖 | 李佐丰                       | 《文言实词》                                                    | 语文出版社，1994                         |
| 第六届（1995）   | 三等奖 | 沈阳                         | 《现代汉语空语类研究》                                          | 山东教育出版社，1994                     |
| 第六届（1995）   | 三等奖 | 曾晓渝                       | 《汉语水语关系词研究》                                          | 重庆出版社，1994                         |
| 第七届（1997）   | 特等奖 | -                            | -                                                               | -                                        |
| 第七届（1997）   | 一等奖 | 陈保亚                       | 《论语言接触与语言联盟》                                        | 语文出版社，1996                         |
| 第七届（1997）   | 二等奖 | 李如龙                       | 《方言与音韵论集》                                              | 湖南教育出版社，1996                     |
| 第七届（1997）   | 二等奖 | 殷国光                       | 《吕氏春秋词类研究》                                            | 华夏出版社，1997                         |
| 第七届（1997）   | 二等奖 | 刘俐李                       | 《焉耆汉语方言研究》                                            | 新疆大学出版社，1994                     |
| 第七届（1997）   | 二等奖 | 曹志耘                       | 《严州方言研究》                                                | （日本）好文出版，1996                   |
| 第八届（1999）   | 特等奖 | -                            | -                                                               | -                                        |
| 第八届（1999）   | 一等奖 | 张鸿魁                       | 《金瓶梅语音研究》                                              | 齐鲁书社，1996                           |
| 第八届（1999）   | 二等奖 | 傅爱兰                       | 《普米语动词的语法范畴》                                        | 中国文史出版社，1998                     |
| 第八届（1999）   | 二等奖 | 周国光                       | 《汉语句法结构习得研究》                                        | 安徽大学出版社，1997                     |
| 第八届（1999）   | 二等奖 | 姚振武                       | 《现代汉语的“N的V”与上古汉语的“N之V”》                          | 《语文研究》，1995年第二、三期           |
| 第八届（1999）   | 二等奖 | 姚振武                       | 《先秦汉语受事主语句系统》                                      | 《中国语文》，1999年第一期               |
| 第八届（1999）   | 二等奖 | 虞万里                       | 《三礼汉读、异文及其古音系统》                                  | 《语言研究》，1997年第二期               |
| 第九届（2001）   | 特等奖 | -                            | -                                                               | -                                        |
| 第九届（2001）   | 一等奖 | -                            | -                                                               | -                                        |
| 第九届（2001）   | 二等奖 | 刘淑学                       | 《中古入声字在河北方言中的读音研究》                            | 河北大学出版社，2000                     |
| 第九届（2001）   | 二等奖 | 汪维辉                       | 《东汉-隋常用词演变研究》                                       | 南京大学出版社，2000                     |
| 第九届（2001）   | 二等奖 | 喻遂生                       | 《纳西东巴字多音节形声字音近度研究》等系列论文四篇              |                                          |
| 第十届（2003）   | 特等奖 | -                            | -                                                               | -                                        |
| 第十届（2003）   | 一等奖 | 江荻                         | 《汉藏语言演化的历史音变模型》                                  | 民族出版社，2002                         |
| 第十届（2003）   | 二等奖 | 董志翘                       | 《〈入唐求法巡礼行记〉词汇研究》                                | 中国社会科学出版社，2000                 |
| 第十届（2003）   | 二等奖 | 张民权                       | 《清代前期古音学研究》                                          | 北京广播学院出版社，2002                 |
| 第十届（2003）   | 二等奖 | 张维佳                       | 《关中方言音韵结构的变迁》                                      | 陕西人民出版社，2002                     |
| 第十一届（2005） | 特等奖 | -                            | -                                                               | -                                        |
| 第十一届（2005） | 一等奖 | 陈宗振                       | 《西部裕固语研究》                                              | 中国民族摄影艺术出版社，2004             |
| 第十一届（2005） | 二等奖 | 李蓝                         | 《湖南城步青衣苗人话》                                          | 中国社会科学出版社，2004                 |
| 第十一届（2005） | 二等奖 | 袁毓林                       | 《汉语语法研究的认知视野》                                      | 商务印书馆，2004                         |
| 第十一届（2005） | 二等奖 | 杨逢彬                       | 《殷墟甲骨刻辞词类研究》                                        | 花城出版社，2003                         |
| 第十二届（2007） | 特等奖 | -                            | -                                                               | -                                        |
| 第十二届（2007） | 一等奖 | 华学诚                       | 《扬雄方言校释汇证》                                            | 中华书局，2006                           |
| 第十二届（2007） | 二等奖 | 黄征                         | 《敦煌俗字典》                                                  | 上海教育出版社，2005                     |
| 第十二届（2007） | 二等奖 | 邢向东                       | 《陕北晋语语法比较研究》                                        | 商务印书馆，2006                         |
| 第十二届（2007） | 二等奖 | 孙良明                       | 《中国古代语法学探究》（增订本）                                | 商务印书馆，2005                         |
| 第十三届（2009） | 特等奖 | -                            | -                                                               | -                                        |
| 第十三届（2009） | 一等奖 | -                            | -                                                               | -                                        |
| 第十三届（2009） | 二等奖 | 乔全生                       | 《晋方言语音史研究》                                            | 中华书局，2008                           |
| 第十三届（2009） | 二等奖 | 孔江平                       | 《动态声门与生理模型》                                          | 北京大学出版社，2007                     |
| 第十三届（2009） | 二等奖 | 徐时仪                       | 《〈一切经音义〉三种校本合刊》                                  | 上海古籍出版社，2008                     |
| 第十三届（2009） | 二等奖 | 杨军                         | 《〈韵镜〉校笺》                                                | 浙江大学出版社，2007                     |
| 第十四届（2011） | 特等奖 | -                            | -                                                               | -                                        |
| 第十四届（2011） | 一等奖 | 陈保亚                       | 《当代语言学》                                                  | 高等教育出版社，2009                     |
| 第十四届（2011） | 二等奖 | 郑贤章                       | 《〈新集藏经音义随函录〉研究》                                  | 湖南师范大学出版社，2007                 |
| 第十四届（2011） | 二等奖 | 石锓                         | 《汉语形容词重叠形式的历史发展》                                | 商务印书馆，2010                         |
| 第十四届（2011） | 二等奖 | 张其昀                       | 《〈广雅疏证〉导读》                                            | 社会科学文献出版社，2009                 |
| 第十四届（2011） | 二等奖 | 杨泽生                       | 《释“怒”》                                                      | 《中山大学学报》，2010年第6期            |
| 第十五届（2013） | 特等奖 | -                            | -                                                               | -                                        |
| 第十五届（2013） | 一等奖 | 赵振铎                       | 《集韵校本》                                                    | 上海辞书出版社，2012                     |
| 第十五届（2013） | 二等奖 | 赵平安                       | 《新出简帛与古文字古文献研究》                                  | 商务印书馆，2009                         |
| 第十五届（2013） | 二等奖 | 刘晓南                       | 《宋代四川语音研究》                                            | 北京大学出版社，2012                     |
| 第十五届（2013） | 二等奖 | 汪锋                         | 《语言接触与语言比较——以白语为例》                              | 商务印书馆，2012                         |
| 第十五届（2013） | 二等奖 | 王启涛                       | 《吐鲁番出土文献词典》                                          | 巴蜀书社，2012                           |
| 第十五届（2013） | 二等奖 | 李无未                       | 《日本汉语音韵学史》                                            | 商务印书馆，2011                         |
| 第十六届（2015） | 特等奖 | -                            | -                                                               | -                                        |
| 第十六届（2015） | 一等奖 | 孙玉文                       | 《汉语变调构词考辨》                                            | 商务印书馆，2015                         |
| 第十六届（2015） | 二等奖 | 王健                         | 《苏皖区域方言语法比较研究》                                    | 商务印书馆，2014                         |
| 第十六届（2015） | 二等奖 | 庞光华                       | 《上古音及相关问题综合研究》                                    | 暨南大学出版社，2014                     |
| 第十七届（2017） | 特等奖 | -                            | -                                                               | -                                        |
| 第十七届（2017） | 一等奖 | -                            | -                                                               | -                                        |
| 第十七届（2017） | 二等奖 | 徐时仪                       | 《朱子语类词汇研究》                                            | -                                        |
| 第十七届（2017） | 二等奖 | 邓思颖                       | 《粤语语法讲义》                                                | -                                        |
| 第十七届（2017） | 二等奖 | 咸蔓雪                       | 《汉语越南语关系语素历史层次分析》                              | -                                        |
| 第十七届（2017） | 二等奖 | 毛远明                       | 《汉魏六朝碑刻异体字典》                                        | -                                        |
| 第十七届（2017） | 二等奖 | 单育辰                       | 《楚地战国简帛与传世文献对读之研究》                            | -                                        |
| 第十七届（2017） | 二等奖 | 徐朝东                       | 《蒋藏本〈唐韵〉研究》                                          | -                                        |
| 第十八届（2019） | 特等奖 | -                            | -                                                               | -                                        |
| 第十八届（2019） | 一等奖 | 汪启明、赵振铎、伍宗文、赵静 | 《中上古蜀语考论》                                              | -                                        |
| 第十八届（2019） | 二等奖 | 方梅                         | 《浮现语法：基于汉语口语和书面语的研究》                        | -                                        |
| 第十八届（2019） | 二等奖 | 郭锐                         | 《汉语谓词性成分的时间参照及其句法后果》                        | -                                        |
| 第十八届（2019） | 二等奖 | 侯兴泉                       | 《粤语勾漏片封开开建话语音研究—兼与勾漏片粤语及桂南平话的比较》 | -                                        |
| 第十八届（2019） | 二等奖 | 李建强                       | 《来母字及相关声母字的上古音研究》                              | -                                        |
| 第十八届（2019） | 二等奖 | 王晓鹏                       | 《甲骨刻辞义位归纳研究》                                        | -                                        |
| 第十九届（2021） | 特等奖 | -                            | -                                                               | -                                        |
| 第十九届（2021） | 一等奖 | -                            | -                                                               | -                                        |
| 第十九届（2021） | 二等奖 | 王绍新                       | 《隋唐五代量词研究》                                            | 商务印书馆，2018年                       |
| 第十九届（2021） | 二等奖 | 刘洪涛                       | 《形体特点对古文字考释重要性研究》                              | 商务印书馆，2019年                       |
| 第十九届（2021） | 二等奖 | 胡素华                       | 《彝族史诗〈勒俄特依〉译注及语言学研究》                        | 中国社会科学出版社，2020年               |
| 第十九届（2021） | 二等奖 | 吴礼权                       | 《汉语名词铺排史》                                              | 暨南大学出版社，2019年                   |

## 评价
王力语言学奖的评选十分苛刻，最高奖项（前六届为一等奖、第七届后为特等奖）长期空缺，次高奖项（前六届为二等奖、第七届后为一等奖）在十五次评奖中也有七次空缺。
与王力语言学奖齐名的吕叔湘语言学奖（原青年语言学家奖）同样自设立以来无人获得过最高奖。
北京大学邵永海教授认为：“可以不夸张地说，王力奖的获奖论著基本上反映了上世纪80年代以来中国汉语音韵、词汇、语法、文字、方言和民族语言研究的最高水平。”